# Quitó

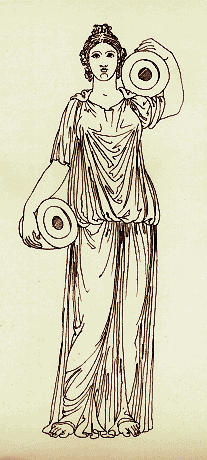
Dona amb un quitó

El quitó (en grec, χιτών) o túnica jònica és un vestit de l'antiga Grècia que podia ser portat per homes i dones. Al començament, era de llana però més endavant es va començar a fer amb lli i cada cop més ample, per a ser portat amb un cinturó i formar plecs decoratius, i fins i tot botons. La introducció del lli fa que les dones comencin a preferir-la al peple, com veiem en escultures (per exemple, la Kore d'Eutidic) del segle v aC. Les dones el porten llarg, però de vegades els homes el poden portar fins a l'alçada dels genolls. De vegades, es portava amb una mena de xal anomenat himatió, molt popular entre els romans, que el van anomenar pallium.
Els romans portaven la túnica, que tenia com a model el quitó.